# Bier in Kosovo
Naast wijn en raki is bier in Kosovo een courante en populaire alcoholische drank. Het land kent dan ook een aantal eigen biermerken en brouwerijen.
Veruit het bekendste Kosovaarse bier is de pils Birra Peja. Het bier wordt gebrouwen door de gelijknamige brouwerij, die niet langer in de westelijke stad Pejë maar in de hoofdstad Pristina is gevestigd. Ze werd in 1968 opgericht en in 2010 geprivatiseerd. Birra Peja is overal in Kosovo verkrijgbaar en is ook in Albanië erg courant. Sinds 2012 wordt het eveneens naar Zwitserland uitgevoerd. Naast het reguliere pilsbier bestaat het gamma van Birra Peja uit Birra Peja Premium, eveneens een pilsener, en Birra Peja Zero, een alcoholvrij bier met ananasaroma's. Vroeger werd ook het pilsbier Birrë e Pejës Pilsner aangeboden.
Kleinere brouwerijen in Kosovo zijn Birra Hugo's uit de oostelijke gemeente Kamenicë, dat naast het premium lager Hugo's ook de blonde lagerbieren Birra Gold en King Skenderbeg brouwt, en Birra Prizreni uit de tweede stad Prizren, dat uitsluitend het gelijknamige blonde lager produceert.